# Internationales Kolleg Morphomata
Das Internationale Kolleg Morphomata: Genese, Dynamik und Medialität kultureller Figurationen war ein an der Universität zu Köln angesiedeltes und vom Bundesministerium für Bildung und Forschung (BMBF) im Rahmen der Initiative „Freiraum für die Geisteswissenschaften“ für den Zeitraum 2009–2021 gefördertes geisteswissenschaftliches Forschungskolleg („Käte Hamburger Kolleg“). Geleitet wurde es vom Literaturwissenschaftler Günter Blamberger, dem Archäologen Dietrich Boschung und der Literaturwissenschaftlerin Anja Lemke.
Die Nachfolgeeinrichtung von Morphomata ist seit dem 1. April 2021 das Erich Auerbach Institute for Advanced Studies.

## Forschungsprogramm
Die Fellowgruppen am Kolleg untersuchen, wie es im Forschungsprogramm heißt,
„die in Prozessen der Gestaltbildung und Gestaltwerdung entstandene Form kultureller Artefakte, die begrifflicher Festlegung entzogen ist, in ihrer Entstehung und Eigendynamik, ihrer Materialität und unterschiedlichen Diskursivierungen.“
Der griechische Name des Kollegs erinnert an diesen Kerngedanken, kulturelles Wissen im Ausgang von sinnlich wahrnehmbaren „Ausformungen“, griechisch „morphómata“, zu analysieren.
In der ersten Förderphase (2009–2015) haben zwei Fellowgruppen im Ausgang von der Antike bzw. der Moderne zu nach Triennien gestaffelten Themen gearbeitet:
- Erstes Triennium: Figurationen des Schöpferischen bzw. Figurationen des Wissens und der Zeit
- Zweites Triennium: Figurationen des Todes bzw. Figurationen von Herrschaft

Als Leitthema der zweiten Förderphase (2015–2021) standen Biographie und Porträt als Figurationen des Besonderen im Fokus.
In der Zusammenarbeit mit den Fellows und einer weitreichenden wissenschaftlichen Vernetzung wurden in den Jahren der Förderzeit zahlreiche Veranstaltungen (Vorträge, Tagungen, Workshops und Encounter) organisiert.

### Literator / Poetica
Im Rahmen von Morphomata wurde 2009 eine Dozentur für Weltliteratur mit dem Namen „Literator“ eingerichtet, die bis 2013 bestand. Zu den eingeladenen Schriftstellerinnen und Schriftsteller gehörten Daniel Kehlmann (2010), Péter Esterházy (2011), Sibylle Lewitscharoff (2012) und Michael Lentz (2013). In der Fortführung dieser Dozentur hat Morphomata 2015 unter dem Titel Poetica ein Festival für Weltliteratur initiiert. Die Poetica vereint zu einem jährlich wechselnden Leitthema für eine Woche Autorinnen und Autoren aus der ganzen Welt. Kuratiert wurde die Poetica u. a. von Michael Krüger, Aleš Šteger, Monika Rinck, Yoko Tawada und Aris Fioretos. Im Januar 2020 fand die von Jan Wagner kuratierte „Poetica“ zum sechsten Mal in Köln statt.

### Publikationen
Die Forschungsergebnisse des Kollegs werden in zwei Schriftenreihen beim Wilhelm Fink Verlag verlegt. Die Namen der Reihen lauten „Morphomata“ und „Morphomata Lectures Cologne.“ In der Reihe „Morphomata“ sind 49 Bände erschienen, die die Leitthemen der Förderphasen und der Forschungsschwerpunkte wiedergeben. Die Reihe „Morphomata Lectures Cologne“ umfasst 14 Bände. Neben den Büchern aus diesen beiden Reihen, sind noch 14 weitere Publikationen erschienen. Die meisten dieser Publikationen sind über den Kölner UniversitätsPublikationsServer (KUPS) digital abrufbar.

## Personen

### Leitung
Direktorium: Dietrich Boschung, Günter Blamberger, Anja Lemke
Geschäftsführung: Martin Roussel, Semra Mägele

### Wissenschaftlicher Beirat
Hartmut Böhme, Wilhelm Hemecker, Ludwig Jäger (Senior Advisor), Paolo Liverani, Katharina Lorenz, Karoline Noack, Christoph Riedweg
Ehemaliger Beirat: Mieke Bal, Elisabeth Bronfen, Friederike Fless, Hans Ulrich Gumbrecht, Thomas Macho, Alain Schnapp, Salvatore Settis, Barbara Vinken, David E. Wellbery

### Fellows
In den 12 Jahren von Morphomata hielten sich insgesamt 145 Fellows am Kolleg auf. Diese stellten ihre Forschungsprojekte in einer im Semester wöchentlich stattfindenden Vortragsreihe, den „Morphomata Lectures Cologne“, vor.
2009: Jürgen Hammerstaedt, Rainer Holm-Hadulla, Georg Mein, Jennifer von Schwerin, Alan Shapiro, Corinna Wessels-Mevissen
2010: Jan Bremmer, Guo Yi, Carol Jacobs, Ludwig Jäger, Andreas Kablitz, Éva Kocziszky, Maria Moog-Grünewald, Sonja A.J. Neef, Ryōsuke Ōhashi, Beatrice Primus, Jennifer von Schwerin, Jan Söffner, Henry Sussman, Steven van Wolputte, Claudia Wedepohl
2011: Adriana Bontea, Petr Charvát, Simone De Angelis, Reinhard Förtsch, Patricia Hayes, Manfred Horstmanshoff, Sudhir Kakar, Georgi Kapriev, Martina Leeker, Michael Maar, Katharina Poggendorf-Kakar, Jean-Jacques Poucel, Steffen Siegel, Jan Söffner, Andreas Speer
2012: Ernst van Alphen, Mieke Bal, Marcello Barbanera, Claudia Bickmann, Silvana Figueroa-Dreher, Rüdiger Görner, Sudhir Kakar, Georgi Kapriev, Oliver Krüger, Martin Mosebach, Katharina Poggendorf-Kakar, Eckart Schütrumpf, Till van Rahden, Steven van Wolputte, Susanne Wittekind
2013: Wolfgang Beilenhoff, Hanjo Berressem, Georg Braungart, Marian Feldman, Arunima Gopinath, Patricia Hayes, Karl-Joachim Hölkeskamp, Hu Wei, Sudhir Kakar, Georgi Kapriev, Thomas Macho, Cynthia Miller-Idriss, Katharina Poggendorf-Kakar, François Queyrel, Till van Rahden, Friedrich Vollhardt, Staffan Wahlgren
2015: Mona Abaza, Clemena Antonova-Crombois, Christian Klein, Jeanette Kohl, Anja Lemke, Paul Michael Lützeler, Maja Petrović-Šteger, Ciraj Rassool, Valeska von Rosen, Michail Kusmitsch Ryklin, Martin Schulz, Mark Seltzer, Marisa Siguan-Boehmer, Aleš Šteger, Florian Stilp, Paul Turnbull
2016: Filippo Carlà-Uhink, Jenny Chio, M. Dores Cruz, Thorsten Fögen, Marco Formisano, Yan Geng, Hans Peter Hahn, Oliver Jahraus, Ulrike Lindner, Katharina Lorenz, Monika Rinck, Nicholas Saul, Babu Thaliath, Dirk von Petersdorff, Martina Wagner-Egelhaaf, Thomas Widlok, Jianhua Zhu
2017: Daniel Baric, Heinrich Detering, Martin Dinter, Till Förster, Nicola Gess, Maria Leuker-Pelties, Christin Marek, Birgit Mersmann, Christian Moser, Ana María Presta, John Pollini, Joan Ramon Resina, Gabriele Rippl, Monika Schmitz-Emans, Cristina Stancioiu, Yoko Tawada, Friedrich Vollhardt,  Brigitte Weingart, Jin Zhao, Jianhua Zhu
2018: Christian Benne, Nadine Boljkovac, Heinrich Detering, Martin Dinter, Aris Fioretos, Gudrun Gersmann, Ralf von den Hoff, Matthias Krings, Alison Lewis, Royce Mahawatte, Kristin Marek, Birgit Mersmann, Barbara Naumann, Michaela Pelican, John Pollini, Monika Schmitz-Emans, Cristina Stancioiu, Yoko Tawada, Friedrich Vollhardt, Brigitte Weingart, Jin Yang, Jin Zhao, Jianhua Zhou
2019: Andrea Allerkamp, Clemena Antonova, Jürgen Barkhoff, Christian Benne, Nadine Boljkovac, Jessey Choo, Alexei Ditter, Aris Fioretos, Robert Folger, Reinhard Förtsch, Jochen Hellbeck, Ralf von den Hoff, Martin Huber, Jörn Lang, Royce Mahawatte, Wolfram Nitsch, Michaela Pelican, Carlos Spoerhase, Jan Wagner, Jin Yang